# ドロンノール県
ドロンノール県（ドロンノールけん、ᠳᠣᠯᠣᠨᠨᠤᠤᠷ
ᠰᠢᠶᠠᠨ　転写：Dolonaɣor siyan、中国語：多伦県）は、中華人民共和国内モンゴル自治区シリンゴル盟に位置する県。県人民政府所在地はドロンノール鎮にある。
かつて元の夏の都の上都がこの付近に築かれており、その遺跡は町の北西に残存している。現在の町は清が築いたものである。
雨量が少ないため、無理に牧畜業を営むことしかできない。1997年以降砂漠化が深刻である。2005年現在、すでに区域内の5分の3にあたる2000km2以上が砂漠と化している。14ある国家級貧困区のうちの一県で、生活環境は厳しいため昔ながらの遊牧によって村を移動する。

## 行政区画
3バルガス（鎮）、2郷の下に64村、7社区を管轄：
- ドロンノール・バルガス（中国語版、英語版）（多倫諾爾鎮）
  - 社区：興盛、福盛、上都、善因寺、向陽、竜沢湖
  - 村：団結、双井子、勝利、黒山嘴、新民、中村、西村、北村、南村、東倉、富泉、水泉、二道窪、盆窯、小営盤、新倉
- 大北溝鎮
  - 社区：興華
  - 村：十五号、十七号、九号、五号、南山根、巴彦坤兌、白沙梁、学田地、大北溝、西山根、黒山頭、蒙古栄、北石門、花塘溝、白石頭溝
- 灤源鎮
  - 村：灤河、黄羊溝、楡樹林、前九号、三道溝、温塘河、大孤山、大河口、公吉諾
- 蔡木山郷
  - 村：光明、砧子山、バヤンボラグ（巴彦宝拉格）、白城子、老北溝、上都河、炮台、一家河、黒風河、鉄公泡子、青竜背
- 西乾溝郷
  - 村：河槽子、牛槽窪、馬群後溝、大官場、小官場、大耗来溝、牛眼睛、羊盤溝、牛心山、大石砬、小石砬、小河、平甸溝
- ドロンノール（多倫）新型工業化化工区